# Weserrenaissance-Museum

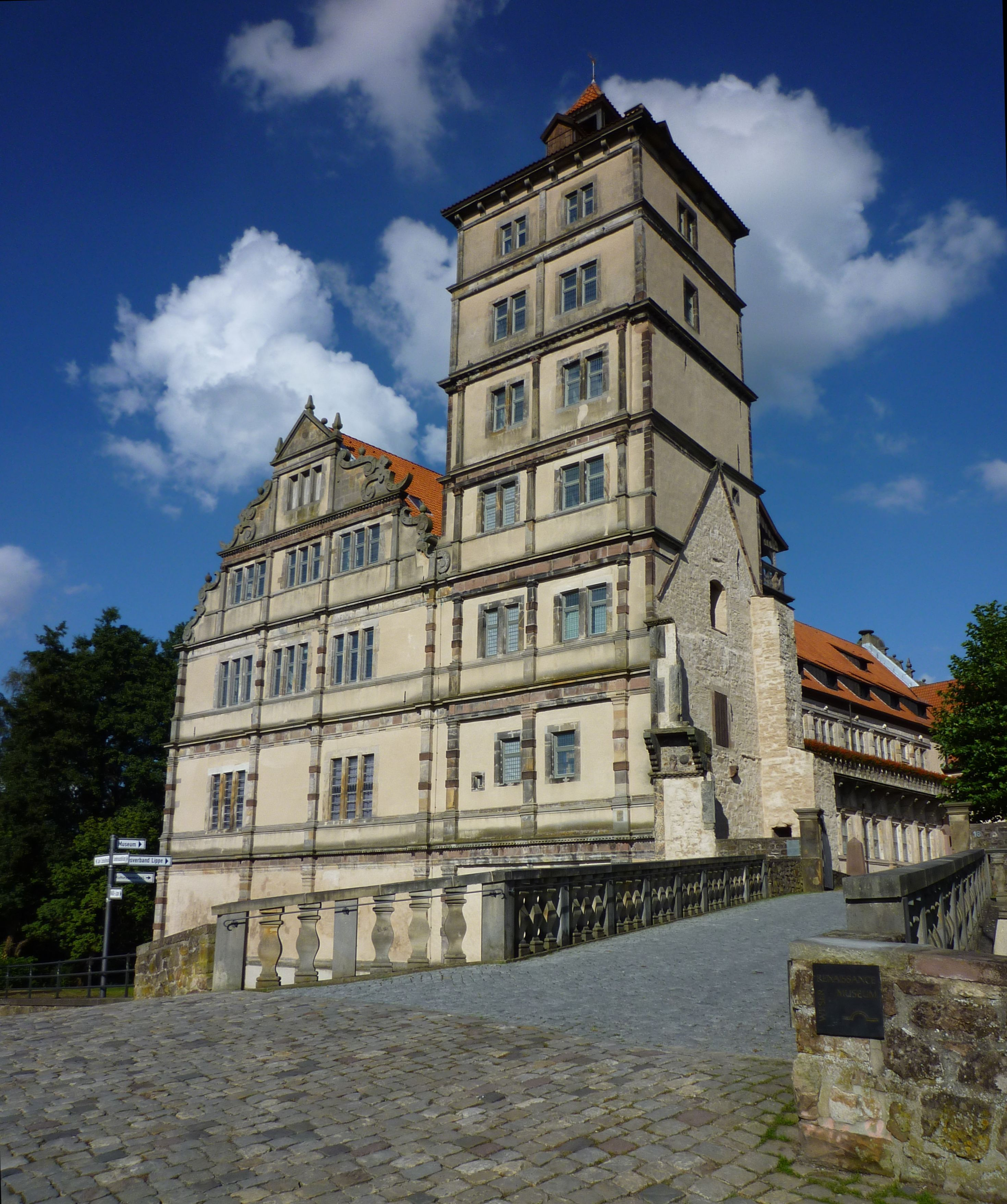
Das Museumsgebäude

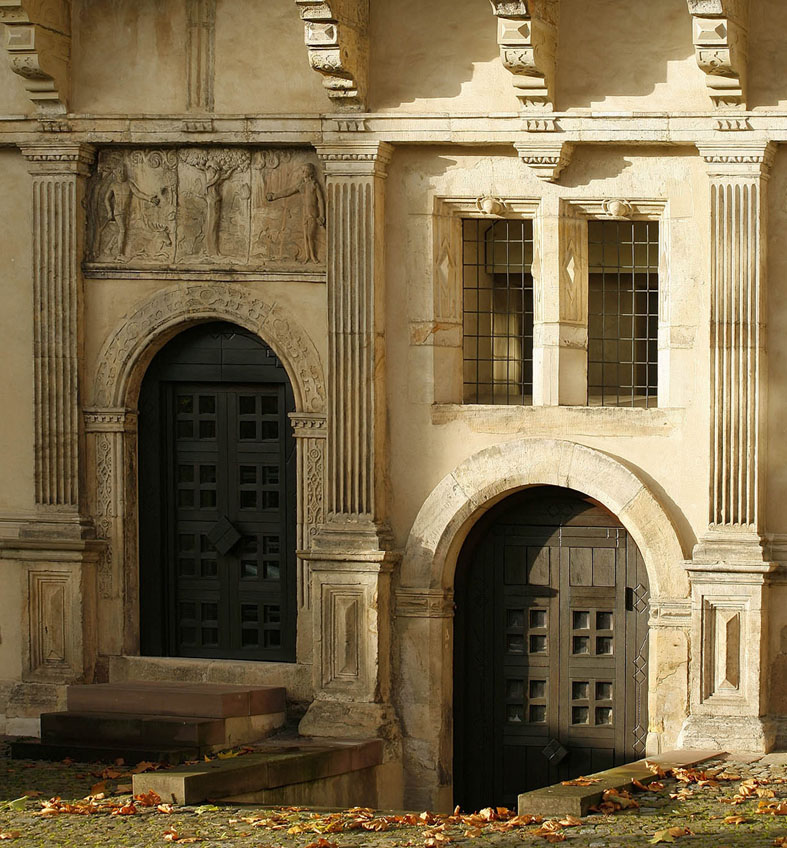
Adam-und-Eva-Portal im Schloss Brake, Innenhof

Das Weserrenaissance-Museum ist ein 1986 eröffnetes Museum für die Kunst- und Kulturgeschichte des 16. und frühen 17. Jahrhunderts in Nord- und Westdeutschland mit Sitz auf Schloss Brake in Lemgo (Nordrhein-Westfalen).

## Gründung
Im Rahmen des Programms zum Schutz und zur Pflege der Natur- und Kulturlandschaft im Weserraum, für das die Länder Nordrhein-Westfalen, Niedersachsen und Hessen verantwortlich zeichneten, wurde 1986 das Weserrenaissance-Museum Schloss Brake gegründet. Es sollte zu einem Zentrum der Renaissance-Forschung mit dem regionalen Schwerpunkt in Nordwestdeutschland ausgebaut werden. Dass die Forschung sich nicht auf den Weserraum beschränkt, ergibt sich aus den internationalen Einflüssen, der die sogenannte Weserrenaissance ihr Entstehen verdankte. Zeitgleich wurde die länderübergreifende Straße der Weserrenaissance samt Radweg eröffnet.
Träger des Museums sind der Landesverband Lippe, der Kreis Lippe, die Alte Hansestadt Lemgo und seit 1990 der Landschaftsverband Westfalen-Lippe. Ein Kuratorium – derzeit unter dem Vorsitz von Oliver Wittke – mit Mitgliedern aus Nordrhein-Westfalen, Niedersachsen, Bremen und Hessen sowie der Wissenschaftliche Beirat gewährleisten einerseits länderübergreifende Verbindungen und unterstützen andererseits beratend die wissenschaftliche Basisarbeit.
Gründungsdirektor war Georg Ulrich Großmann. Mit der Eröffnungsausstellung „Renaissance im Weserraum“ 1989 und dem zeitgleich ausgerufenen „Jahr der Weserrenaissance“ wurde der Weg für die beginnende kontinuierliche Arbeit des Museums skizziert, die in der wissenschaftlichen Bestandsaufnahme der Renaissancebauten im Weserraum in Form der Bauforschung bestand. Angegliedert war ein Forschungsprojekt (1990–2001) zur Architektur, Kunst- und Kulturgeschichte der Renaissance in Nord- und Westdeutschland, das seit 1995 einen interdisziplinären Ansatz verfolgte.

## Sammlung

Höfische Kultur

Mit Schloss Brake, dem Renaissanceschloss des ehemaligen Landesherrn Simon VI. zur Lippe, in der historischen Umgebung des ehemaligen Domänenbereiches, mit heute noch erhaltenem Waschhaus und Mühlenkomplex, besitzt das Weserrenaissance-Museum eines seiner bedeutendsten Exponate. Das Baudenkmal bot nach Beendigung der 1985 begonnenen Baumaßnahmen dem Museum rund 2.000 m² Ausstellungsfläche. Mit der Sammlung musste sozusagen bei Null angefangen werden.
Heute gibt die Sammlung des Museums, das seit 1995 unter der Leitung von Vera Lüpkes steht, einen Überblick über die Kulturgeschichte des 16. und frühen 17. Jahrhunderts. Ausgewählte Objekte der Bereiche Architektur, Malerei, Grafik, Möbel, Festwesen, Tafelzier, Küche, Religion, Wissenschaft und Wirtschaft veranschaulichen die kulturelle Vielfalt der Zeit. Künstlerisch von hohem Rang sind unter anderem die Gemälde von Cornelis van Haarlem, Hans Vredeman de Vries, Joachim Beuckelaer, Hans Rottenhammer oder Lucas Cranach d.Ä.
Im sogenannten Wissenschaftsturm werden eine Kunst- und Wunderkammer und ein alchemistisches Laboratorium als Inszenierung vor Augen geführt. Das neu eingerichtete Chemielabor ermöglicht Besuchergruppen, Experimente aus der Frühzeit der Naturwissenschaften durchzuführen. Im Außenbereich des Schlosses ist als weltweit einzigartige Installation eine dreidimensionale Anamorphose von Yves Charnay aufgebaut.

## Ausstellungen
Kuratiert von Heiner Borggrefe, fanden unter anderem Ausstellungen zu Moritz dem Gelehrten (1997/98), Hans Vredeman de Vries (2002), Johannes Rottenhammer (2008) und der Reformation im Weserraum („Mach’s Maul auf!“, 2017) statt, kuratiert von Michael Bischoff unter anderem die Ausstellungen „Schlösser der Weserrenaissance“ (2009), „Weltvermesser – Das Goldene Zeitalter der Kartographie“ (2015) und „Alchemie – Magie oder Naturwissenschaft?“ (2022/23).

## Weserlastkähne
Im Auftrag des Weserrenaissance-Museums hob der Schleswiger Archäologe Willi Kramer im Jahre 1999 aus der Mittelweser bei Rohrsen zwei hölzerne Weserlastkähne mit 60 Tonnen vorgearbeiteten Sandsteinrohlingen. Nach der Bergung wurden sie mit Unterstützung des Deutschen Schifffahrtsmuseums konserviert und bis Herbst 2009 vom Weserrenaissance-Museum ausgestellt. Die Wracks befinden sich nun im LWL-Industriemuseum Schiffshebewerk Henrichenburg.